# Mieders
Mieders – gmina w Austrii, w kraju związkowym Tyrol, w powiecie Innsbruck-Land. Liczy 1844 mieszkańców (stan na 1 stycznia 2016).
Mieders leży u wylotu Doliny Stubai (Stubaital). Nad miasteczkiem wznosi się góra Serles o wysokości 2 717 m n.p.m.

## Turystyka
U podnóża góry Serles znajduje się ośrodek narciarski Serles, do którego można dojechać kolejką gondolową z Mieders. Działają tu 2 wyciągi orczykowe. W ośrodku są łagodne stoki, odpowiednie dla małych dzieci oraz początkujących i rekreacyjnych narciarzy: 2 średnio trudne (czerwone) nartostrady i 2 łatwe (niebieskie).
Ośrodek ma kilka zimowych szlaków pieszych, w tym m.in. do klasztoru Maria Waldrast, znajdującego się na wysokości 1 641 m n.p.m. Powstanie tutejszego sanktuarium związane jest z cudownym wizerunkiem Matki Bożej, który odkryto na pniu drzewa. W 1429 roku wybudowano w tym miejscu kaplicę, do której przychodziły pielgrzymki. W 1621 roku powstał klasztor. Obecnie jest tu także restauracja.

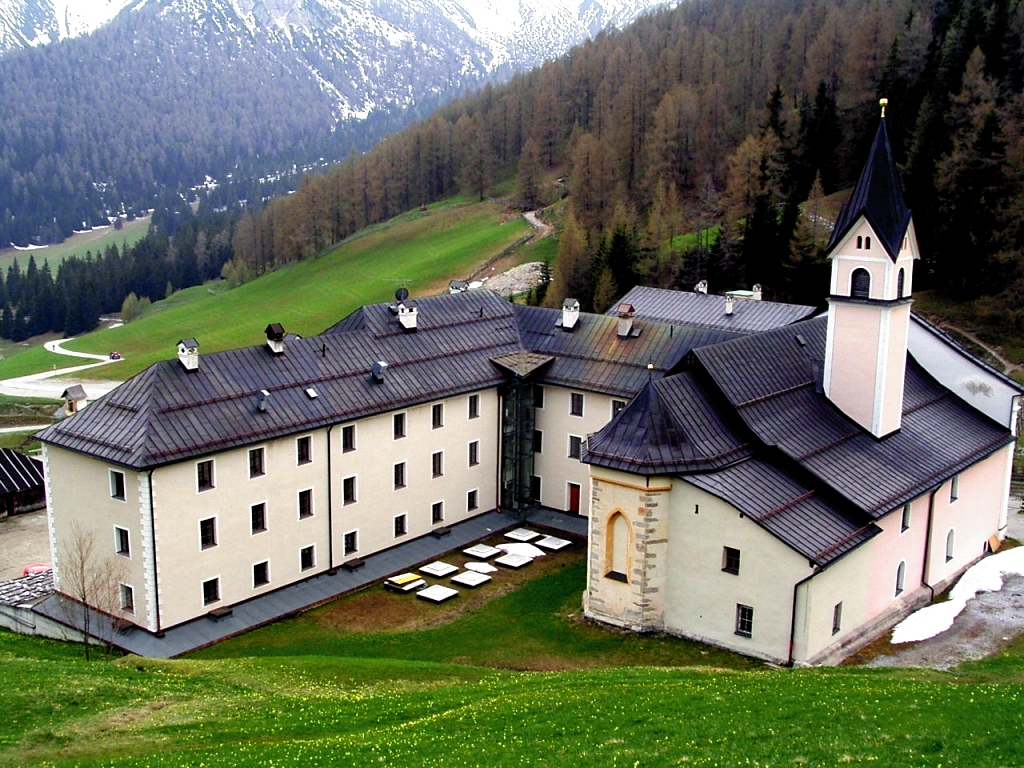
Klasztor Maria Waldrast.

W ośrodku znajdują się 4 naturalne tory saneczkowe i wszystkie posiadają odznakę „Tiroler Naturrodelbahn-Gütesiegel”. Niektóre z nich są otwarte także w nocy. 